# Masan

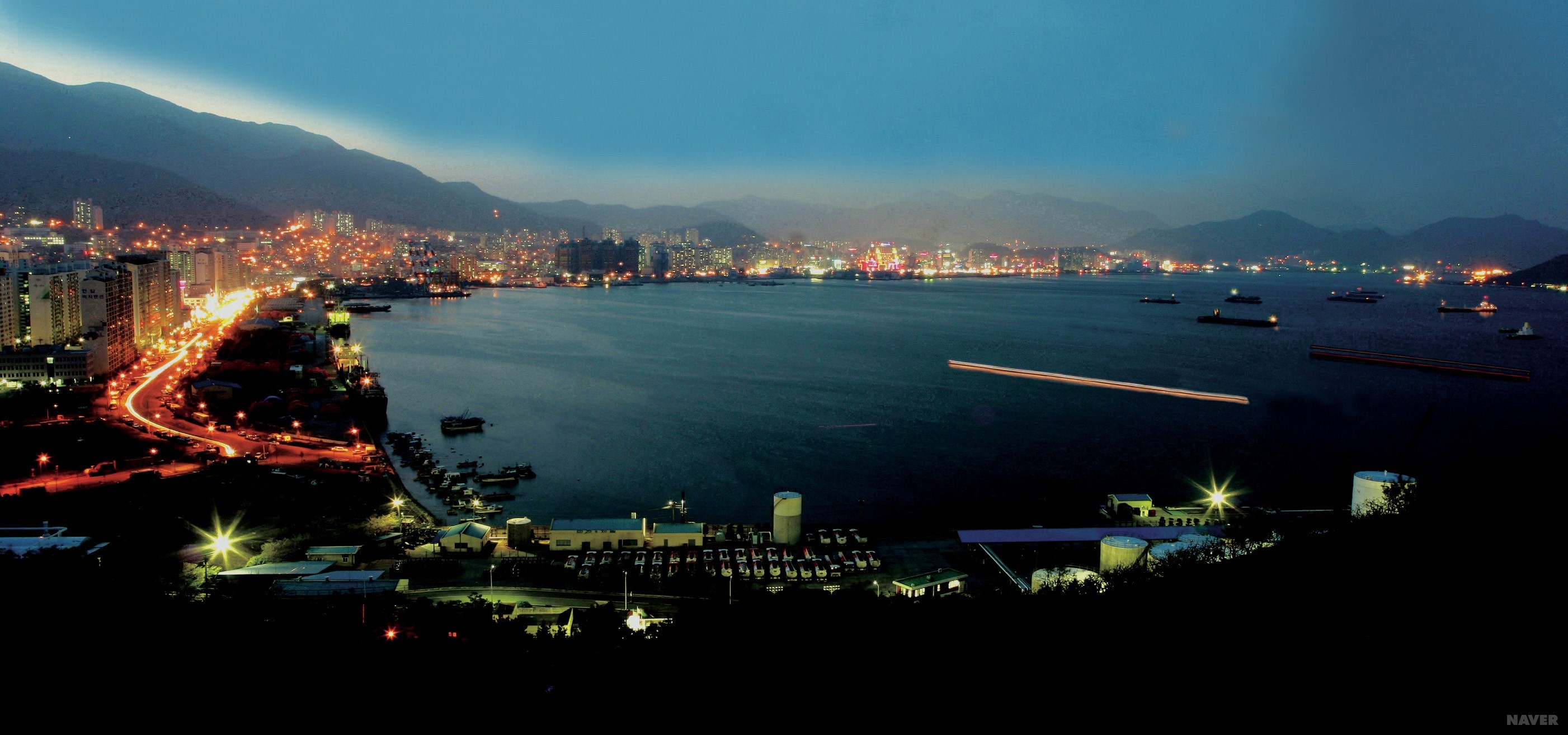
Der Hafen von Masan (2013)

Masan war eine südkoreanische Hafenstadt am Japanischen Meer und Verkehrsknotenpunkt etwa 35 km westlich von Busan und Verwaltungssitz der Provinz Gyeongsangnam-do.
Die Stadt liegt an der Masan-Bucht (마산만, Masan-man). Während der mongolischen Besetzung war die Stadt als Happo (合浦) bekannt, weswegen der alte, noch regelmäßig benutzte Name der Bucht Happo-man ist.
Auf Druck Japans wurde der Hafen am 1. Mai 1899 für den internationalen Handel eröffnet. Unter anderem sind Fisch, Salz und Baumwolle wichtige Ausfuhrgüter,  zu den Industriebetrieben gehören Fisch- und Sojafabriken, Elektroindustrie, Metall verarbeitende Industrie, Baumwollwebereien und Betriebe der chemischen Industrie.
Am 1. Juli 2010 wurde Masan in die Nachbarstadt Changwon eingemeindet.

## Söhne und Töchter
- Francis Xavier Ahn Myong-ok (* 1945), katholischer Geistlicher, Altbischof von Masan
- Choi Sung-yong (* 1975), Fußballspieler
- Constantine Bae Ki Hyen (* 1953), katholischer Geistlicher, Bischof von Masan
- Bae Seung-hee (* 1983), Badmintonspielerin
- Bae Yeon-ju (* 1990), Badmintonspielerin
- Hwang In-tae (* 1979), Basketballschiedsrichter
- Hwang Jung-min (* 1970), Schauspieler
- Jung Kyung-eun (* 1990), Badmintonspielerin
- Koo Ki-lan (* 1977), Volleyballspielerin
- Lee Joo Hyun (* 1974), Badmintonspielerin
- Lee Jung-woo (* 1984), Tischtennisspieler
- Michael Pak Jeong-il (1926–2024), katholischer Geistlicher, Bischof von Masan
- Ryu Hyun-kyung (* 1983), Schauspielerin
- Yoo Won-chul (* 1984), Turner
- Go Yo-han (* 1988), Fußballspieler
- Yoo Hyun-young (* 1990), Badmintonspielerin